# Team Miami (2013)
Team Miami was een Amerikaanse 3×3-basketbalploeg die de stad Miami vertegenwoordigde op internationale wedstrijden.

## Geschiedenis
De ploeg werd opgericht als Team Miami en nam deel aan de World Tour in 2013 op de WT San Juan. De ploeg verdween het seizoen erop alweer.

## Spelers
- 2013: Antonio Hester, Stan Honorat, Jose Martinez, Cedric McGowan[1]

## World Tour Resultaten
| Jaar | Punten | Positie | Finale | Overwinningen |
| ---- | ------ | ------- | ------ | ------------- |
| 2013 | 20     | 43e     |        |               |